# Photedes procera
Photedes procera är en fjärilsart som beskrevs av Otto Staudinger 1889. Photedes procera ingår i släktet Photedes och familjen nattflyn. Inga underarter finns listade i Catalogue of Life.